# 白假方蟹
白假方蟹（学名：Pseudograpsus albus）为假方蟹属的动物，原屬方蟹科，現歸入弓蟹科。其种加词“albus”意为“白色的”。分布于日本、新喀里多尼亚、斐济群岛、土阿莫土群岛、印度、马达加斯加岛以及中国大陆的西沙群岛等地，生活环境为海水，常栖息于高潮线下岩石岸边或珊瑚礁丛中。